# Reinhard Alber
Reinhard Alber (* 6. Februar 1964 in Singen am Hohentwiel) ist ein ehemaliger deutscher Radrennfahrer. 1984 gewann er eine olympische Bronzemedaille in der Mannschaftsverfolgung.
Alber war als Jugendlicher unter anderem im Schwimmen und im Eislaufen erfolgreich, bis er sich mit 14 Jahren dem Radsport verschrieb. Von Karl Link trainiert, fand Alber recht schnell den Weg in die Weltspitze. Bereits 1981 siegte er bei den Juniorenweltmeisterschaften in der Einerverfolgung, im Jahr darauf belegte er den dritten Platz. 1984 gewann Alber nach fünf Juniorentiteln seinen ersten Deutschen Meistertitel in der Erwachsenenklasse, als der für die RSG Heilbronn fahrende Alber zusammen mit dem Böblinger Gerhard Strittmatter das Zweier-Mannschaftsfahren gewann. Später wechselte er zur RSG Böblingen.
1983 hatten Rolf Gölz, Roland Günther, Michael Marx und Gerhard Strittmatter den Weltmeistertitel in der Mannschaftsverfolgung gewonnen. Kurz vor den Olympischen Spielen 1984 in Los Angeles wurde Strittmatter positiv auf Anabolika getestet. Dafür rückte Reinhard Alber kurzfristig in den deutschen Bahnvierer auf.
In Los Angeles fuhr der deutsche Vierer mit Alber, Gölz, Günther und Marx die drittschnellste Zeit in der Qualifikation und schaltete im Viertelfinale die französische Mannschaft aus, im Halbfinale wurden die Deutschen von den US-Amerikanern eingeholt. Die Italiener hatten die schnellste Qualifikationszeit vorgelegt, hatten aber nach der Halbfinalniederlage gegen die späteren Olympiasieger aus Australien im Kampf um die Bronzemedaille nicht mehr die Kraft für eine Bestzeit und so gewannen die vier Deutschen die Bronzemedaille. Alle vier erhielten für diesen Erfolg vom Bundespräsidenten das Silberne Lorbeerblatt. Alber absolvierte eine Berufsausbildung zum Technischen Zeichner.
Reinhard Alber war nach seinem Medaillengewinn noch einige Jahre aktiv, konnte aber keine größeren Erfolge mehr erzielen.

## Berufliches
Alber absolvierte eine Ausbildung als technischer Zeichner.